# WC Yugra
WC Yugra é um clube de polo aquático da cidade de Khanty-Mansiysk, Rússia.

## História
O clube foi fundado em 2008. 

## Títulos
- LEN Trophyo
  - Vice - 2011 e 2012